# Ramón Otoniel Olivas
Ramón Otoniel Olivas Ruiz (Estelí, 28 de fevereiro de 1968) é um ex-futebolista e treinador de futebol nicaraguense que atuava como lateral direito ou zagueiro.

## Carreira
Em 15 anos de carreira, Olivas defendeu apenas 2 clubes: o Real Estelí (duas passagens) e o Atlético Indio (1991 a 1993). Como jogador, venceu apenas uma vez o Campeonato Nicaraguense, em 1998–99 (última temporada como profissional). Durante o período, fez 16 gols como atleta profissional.
Virou treinador em 2002, assumindo o comando técnico do Real Estelí, onde teve novamente 2 passagens - comandou paralelamente a Seleção Nicaraguense durante um ano., tendo participado da Copa Ouro da CONCACAF de 2009. Voltaria ao Tren del Norte ainda em 2009, permanecendo até 2018.

## Carreira internacional
Considerado um dos melhores defensores do futebol nicaraguense, Olivas disputou 11 jogos pela seleção nacional entre 1992 e 1999.

## Títulos
Real Estelí
- Campeonato Nicaraguense: 1 (1998–99, como jogador; 2002–03, 2003–04, 2006–07, 2007–08, 2008–09, 2009–10, 2010–11, 2011–12, 2012–13, 2013–14, 2015–16 e 2016–17, como treinador)